# Odprto prvenstvo Avstralije 2002
Odprto prvenstvo Avstralije 2002 je teniški turnir, ki je potekal med 14. in 27. januarjem 2002 v Melbournu.

## Moški posamično
Thomas Johansson :  Marat Safin, 3–6, 6–4, 6–4, 7–6(7–4)

## Ženske posamično
Jennifer Capriati :  Martina Hingis, 4–6, 7–6(9–7), 6–2

## Moške dvojice
Mark Knowles /  Daniel Nestor :  Michaël Llodra /  Fabrice Santoro, 7–6, 6–3

## Ženske dvojice
Martina Hingis /  Ana Kurnikova :  Daniela Hantuchová /  Arantxa Sánchez Vicario, 6–2, 6–7, 6–1

## Mešane dvojice
Daniela Hantuchová /  Kevin Ullyett :  Paola Suárez /  Gastón Etlis, 6–3, 6–2